# Sékong
Sékong, ou Muang Lamam, est la capitale de la province du même nom, la moins peuplée et une des plus pauvres du Laos. Elle compte environ 5 000 habitants et s'étend, de façon relativement dispersée, entre la rivière Se Kong au sud et à l'est et le plateau des Bolovens.

## Population
Les Laos Loum (peuplades d'origines lao et thaï) sont minoritaires face aux peuplades de langues môn-khmer ou Lao Theung, vivant dans un habitat traditionnel en bois. Certaines de ces tribus migrent périodiquement de cette province aux montagnes du nord du Viêt Nam.

## Géographie
Sékong est accessible par la route depuis Paksé et Attapeu.